# Scheveningse Bosjes
De Scheveningse Bosjes is een oorspronkelijk duingebied en thans een park in het stadsdeel Scheveningen. Het park wordt begrensd door de Scheveningseweg aan de zuidwestkant, de Kerkhoflaan aan de zuidoostkant en Madurodam aan de noordkant. De Prof. B.M. Teldersweg snijdt het bos doormidden van Madurodam naar de Scheveningseweg. Aan de zeekant ligt daar een grote vijver, de Waterpartij.
Samen met het van Stolkpark vormen de Scheveningse Bosjes de wijk Van Stolkpark en Scheveningse Bosjes.
De Bosjes liggen op het tussen 1100 en 1400 ontstane jonge duinlandschap tussen Den Haag en Scheveningen. Het landschap is glooiend en heeft een vrij kalkrijke bodem. Eeuwenlang bleven de gronden onbebost door overbeweiding, houtroof en verstuivingen. Er werd gejaagd en er waren schaapskooien en molens, die daar ruimschoots wind vingen.

## 17de en 19de eeuw
In het midden van de 17de eeuw liet Jacob Cats een buitenplaats bouwen in de duinen, die hij Sorghvliet noemde en die hij op 14 juli 1652 betrok. Een jaar later werd op voorstel van Constantijn Huygens de Scheveningseweg aangelegd. Er kwamen bomen langs de weg om zandverstuivingen tegen te gaan. Op 5 december 1666 werd de weg geopend. Langzamerhand ontstond er een gemengd bos.
Tussen 1892 en 1895 werden de Nieuwe Scheveningse Bosjes aangelegd als werkverschaffingsproject voor werklozen. Dit park ligt ten Oosten van de Witte Brug en de woonbuurt Belgisch Park.
In 1864 ging de eerste paardentramlijn in de Benelux rijden over de Scheveningse weg, en korte tijd later ook aan de andere kant van het bosgebied, langs de Koninginnegracht, zodat een ringlijn tussen Centrum en Scheveningen ontstond. Vanaf 1904 werden dit elektrische tramlijnen: lijn 8 over de Scheveningse weg en lijn 9 langs de Koninginnegracht. In 2003 werd lijn 8 vervangen door lijn 1; lijn 9 rijd nog altijd zo. Vooral lijn 1 rijd pal langs het bos.

## 20ste eeuw
Aan het begin van de 20ste eeuw kreeg het terrein steeds meer het karakter van een stadspark met veel jonge aanplant en brede paden. Er was een prieel op een heuvel (de Belvédère), met een mooi uitzicht. 
De ontwikkeling van het bos werd ernstig verstoord door de Tweede Wereldoorlog, toen het park door de bezetter tot Sperrgebiet werd verklaard en er veel hout werd gekapt voor brandhout door omwonenden. Na de oorlog zijn grote delen opnieuw aangeplant.
Het gebied is in de 20ste eeuw aangewezen tot een beschermd stadsgezicht.

## 21ste eeuw
In 2001 werd het plan Cityduinpark gelanceerd, een plan om de groengebieden in Den Haag weer met elkaar te verbinden. In dit plan zijn opgenomen de Scheveningse en Nieuwe Scheveningse Bosjes, het Westbroekpark, het Hubertuspark en park Sorghvliet. Deze groengebieden zijn veelal door de watergangen, waaronder de Haagse Beek, en door brede straten van elkaar gescheiden.

## Beheer
Bij dunningswerkzaamheden in het bos wordt gebruik gemaakt van paarden, die grond en vegetatie minder beschadigen dan tractoren. Naast het behoud en de versterking van de natuurwaarden, is de veiligheid van de recreanten een belangrijke doelstelling van het parkbeheer.

## Monumenten
In de Scheveningse Bosjes staan en stonden verschillende monumenten:
- Indisch Monument aan de Prof. Teldersweg, naast de Waterpartij
- Monument voor Engelandvaarders aan de Waterpartij
- Gedenkmonument Constantijn Huygens op de hoek van de Scheveningseweg en de Kerkhoflaan
- Joodse begraafplaats
- Vissersmonument
- de Cremerbank, een ontwerp van de architect Hugo Pieter Vogel
- de Ver Huellbank aan de Ver Huellweg, met zicht op de Waterpartij
- een kunstwerk van Claes Oldenburg aan de Prof. B.M. Teldersweg
- de Vosmaerbron, een fontein uit 1890 ter ere va Carel Vosmaer, afgebroken in 1944, na onherstelbare vorstschade

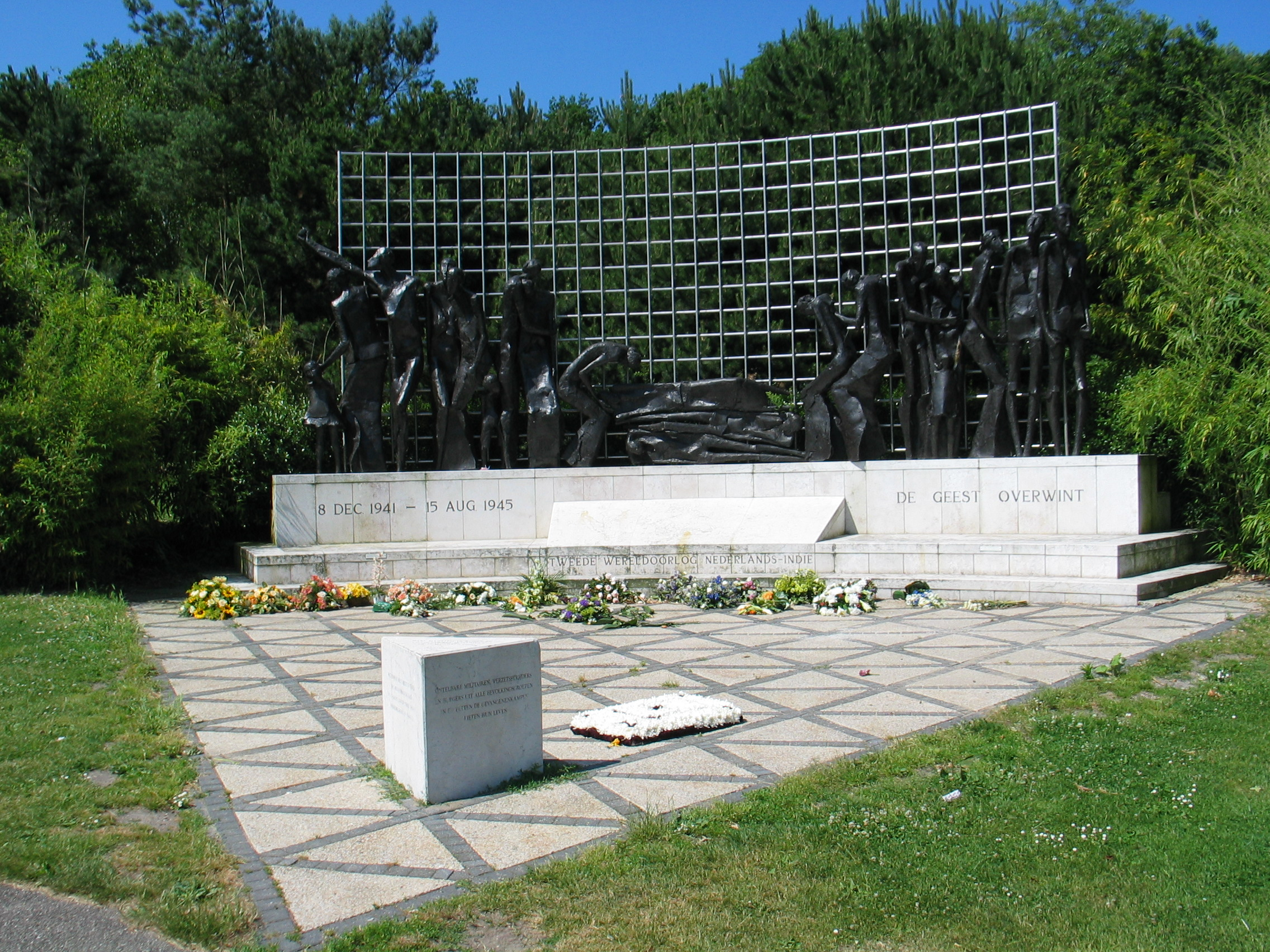
Indisch monument
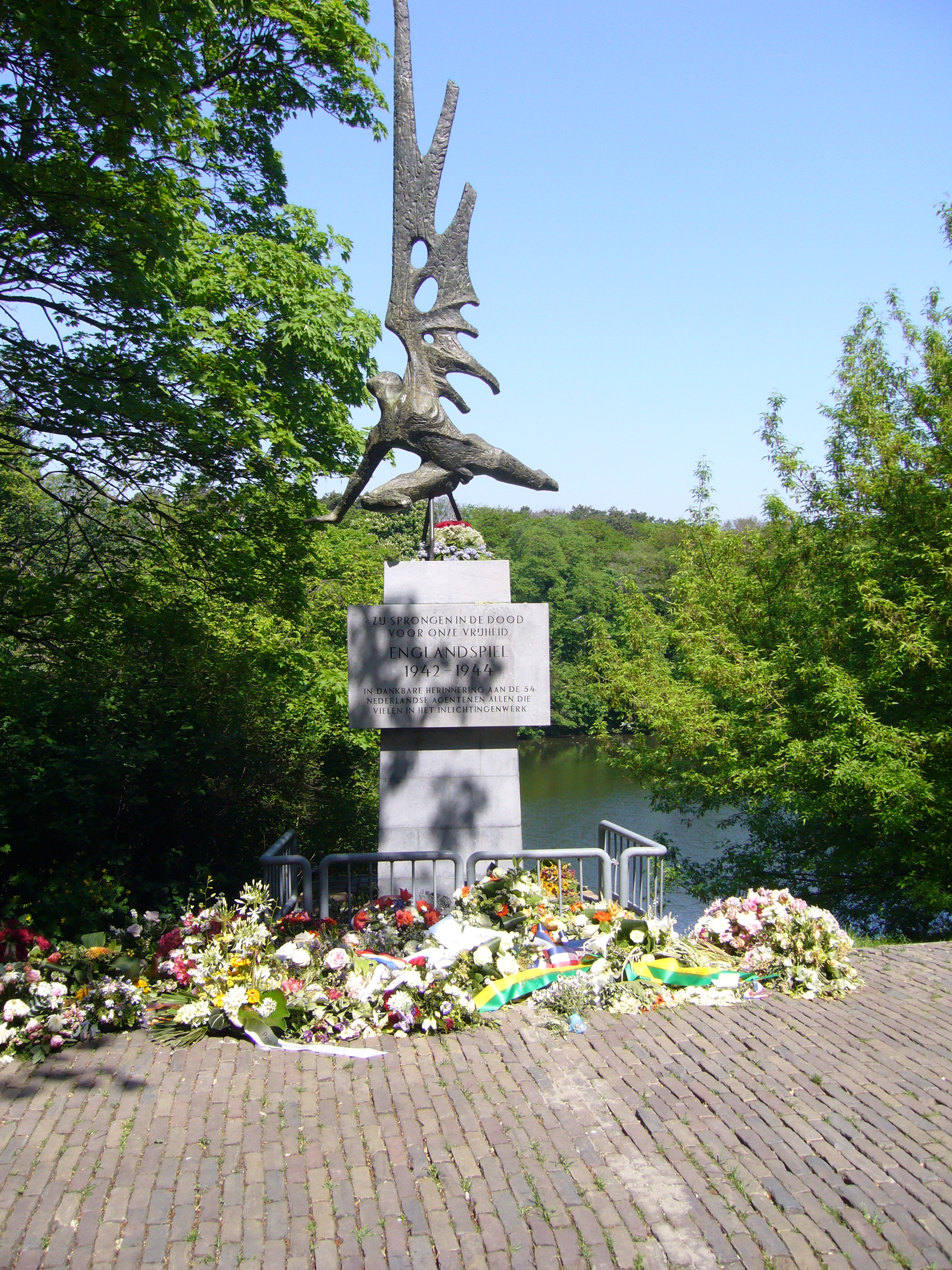
Monument Engelandvaarders
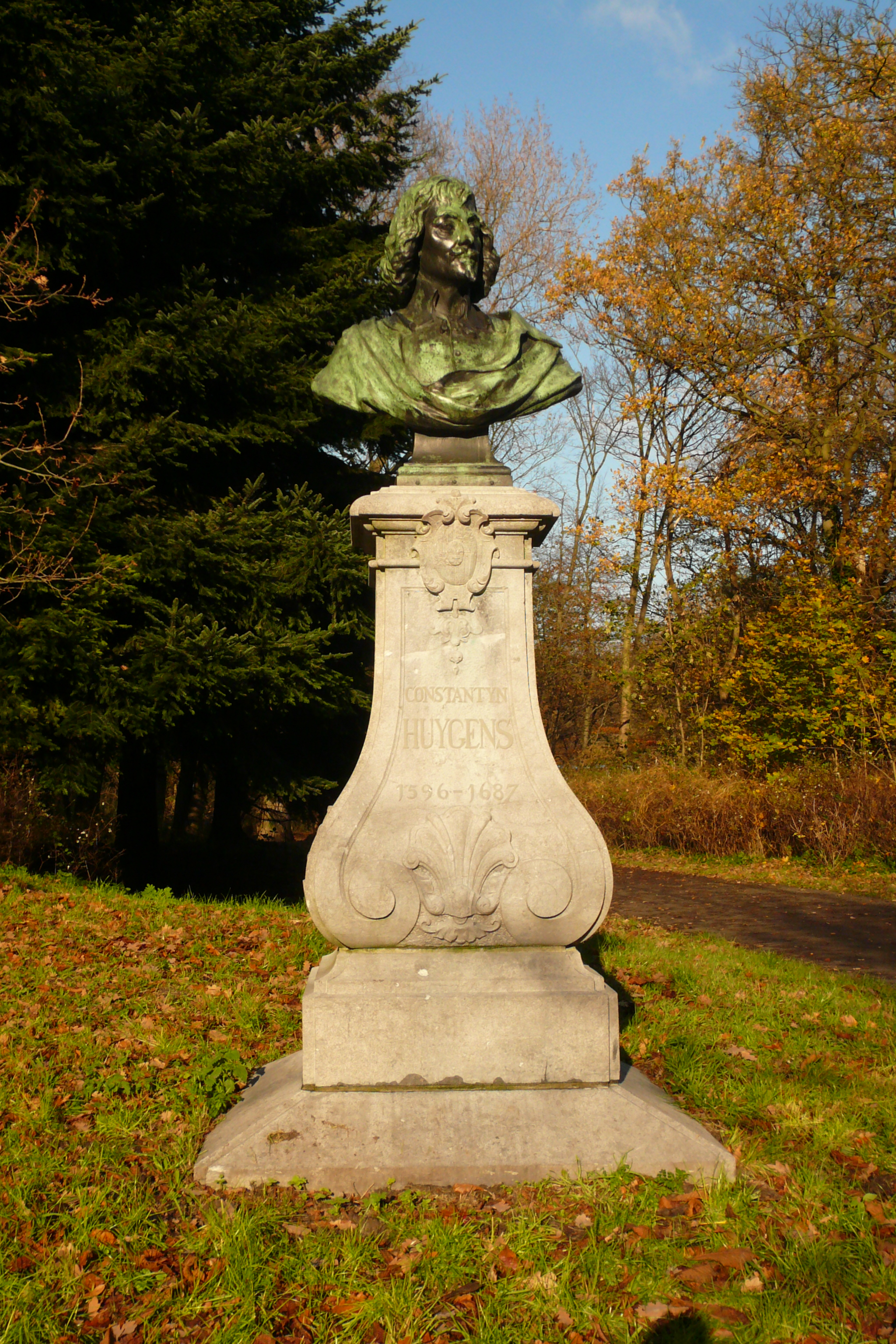
Constantijn Huygens
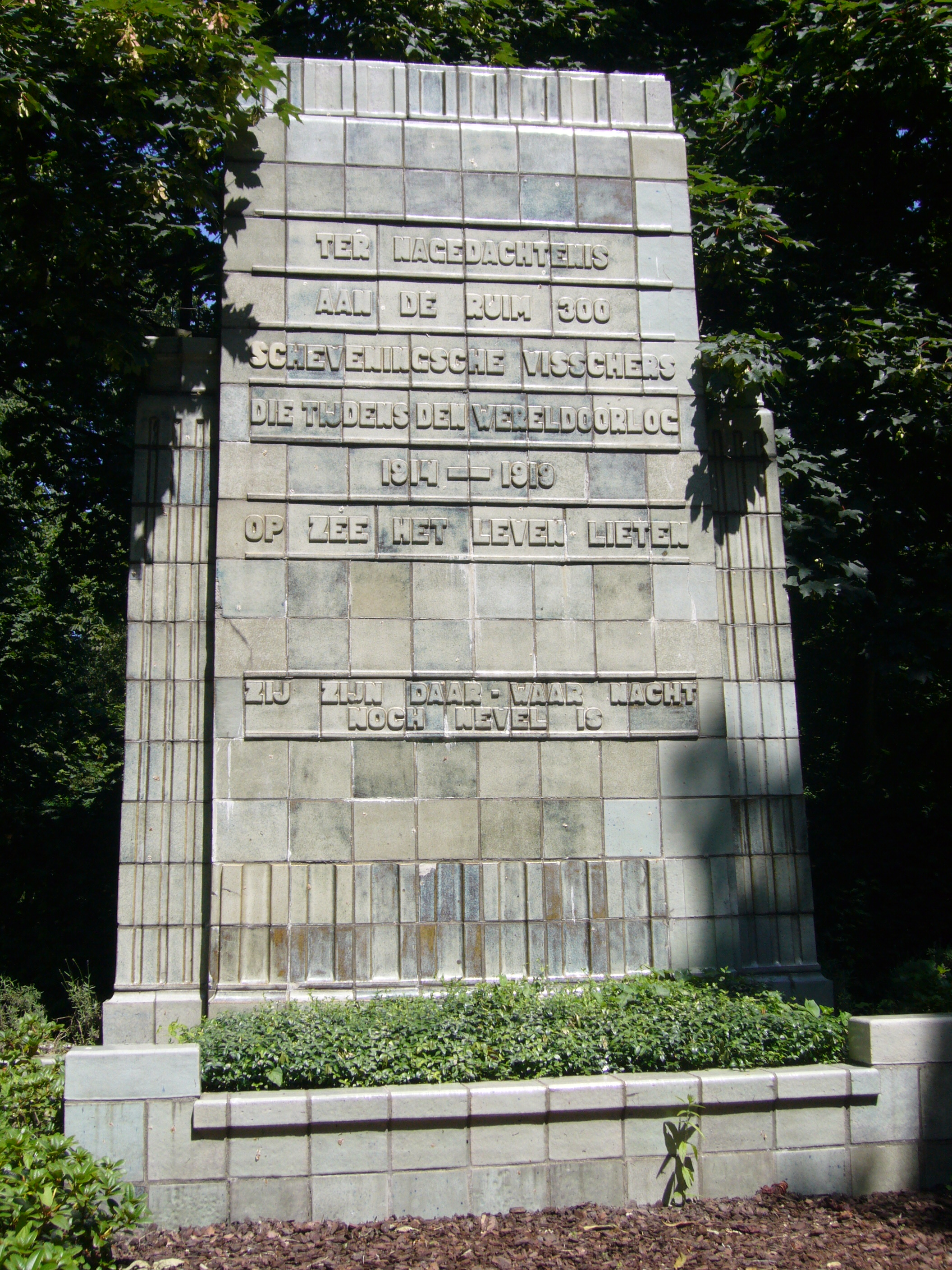
Monument voor 300 vissers

## Recreatie
Behalve de hoofdpadenstructuur van voet-, fiets- en ruiterpaden is er een grote zandspeelplaats met ernaast een skatebaan.
Aan de noordzijde van het bosgebied ligt de Miniatuurstad Madurodam en het tennispark De Bataaf.

## Werkgroep
De bewonersorganisatie Archipel/Willemspark richtte in 1995 een werkgroep op om de belangen van omwonenden te behartigen en daarover contact te houden met de gemeente. Overlast werd ondervonden van een homo-ontmoetingsplaats in de bosjes, waar afval werd achterlaten. Inmiddels is het bezoek er sterk afgenomen.

## Wijkcode
- De Scheveningse Bosjes hebben CBS-wijkcode 051806. Ze vallen onder het hoofdbureau van Politie Haaglanden, kantoor burgemeester Patijnlaan.